# Des Moines (Nowy Meksyk)
Des Moines – wieś w Stanach Zjednoczonych, w stanie Nowy Meksyk, w hrabstwie Union.